# Микаилов, Микаил Юсиф оглы
Микаил Юсиф оглы Микаилов (азерб. Mikayıl Yusif oğlu Mikayılov; 30 декабря 1903, Баку — 24 июня 1986, Баку) — азербайджанский советский кинорежиссёр и сценарист, Заслуженный артист Азербайджанской ССР (1943), Заслуженный деятель искусств Азербайджанской ССР (1959). Один из первых азербайджанских кинорежиссёров.

## Биография
Микаил Юсиф оглы Микаилов родился 30 декабря 1903 в городе Баку. Жил в историческом квартале Баку «Ичери шехер». Кинорежиссёрскую деятельность начал в 1924 году, снимая большое количество документальных фильмов и кинохроник. В 1927 году окончил Государственный техникум кинематографии.
Микаилова привлекали фильмы научно-популярного характера. B начале 30-х гг. он снял три таких фильма: «Табаководство» (1930), «Берегите глаза» (1931), «Трахома» (1933). Из них сохранился только последний, повествующий о глазном заболевании — трахоме. Микаилов для большей наглядности ввёл в картину инсценировку с участием группы актёров.
Свой первый художественный фильм («Лятиф») Микаилов снял в 1930 году. Позднее Микаилов был режиссёром-постановщиком таких фильмов, как «Исмет» (1934), «Одна семья» (1943, совместно с Григорием Александровым и Рзой Тахмасибом), «Так рождается песня» (1959, совместно с Рзой Тахмасибом). В середине 30-х Микаилов наряду со съёмками художественного кино участвует в выпусках киножурнала «Орденоносный Азербайджан».
Микаил Микаилов также являлся сценаристом многих фильмов. Его фильмы посвящены темам революционной борьбы в Азербайджане, свободы женщин, патриотизма и др. Помимо режиссёрской деятельности Микаилов также сам снимался в кино на Бакинской киностудии. В основном снимался в ролях второго плана в таких фильмах, как «На разных берегах» (1926), «Дом на вулкане» (1929), «Крестьяне» (1940), «Так рождается песня» (1958), «В Баку дуют ветры» (1975).
В 1943 году Микаил Микаилов был удостоен звания Заслуженного артиста Азербайджанской ССР, а в 1959 году — звания Заслуженного деятеля искусств Азербайджанской ССР.
В 1976 году награждён Почётной грамотой Президиума Верховного Совета Азербайджанской ССР.
Микаил Микаилов скончался 24 июня 1986 года в Баку.

## Фильмография
| Год  |     | Название                      | Роль                        |
| ---- | --- | ----------------------------- | --------------------------- |
| 1926 | ф   | На разных берегах             | актёр                       |
| 1927 | док | Десятилетие октября           | режиссёр, сценарист         |
| 1929 | ф   | Дом на вулкане                | актёр                       |
| 1930 | ф   | Лятиф                         | режиссёр, сценарист         |
| 1930 | док | Табаководство                 | режиссёр                    |
| 1931 | док | Берегите глаза                | режиссёр, сценарист         |
| 1933 | док | Трахома                       | режиссёр, сценарист         |
| 1934 | ф   | Исмет                         | режиссёр, сценарист         |
| 1934 | док | I Азербайджанская Спартакиада | режиссёр                    |
| 1935 | ф   | Шестое чувство                | режиссёр                    |
| 1935 | док | Похороны Джафара Джаббарлы    | режиссёр                    |
| 1938 | док | Переливание крови             | режиссёр, сценарист         |
| 1939 | ф   | Будь готов                    | режиссёр, сценарист         |
| 1939 | док | На пороге Востока             | режиссёр                    |
| 1939 | ф   | Крестьяне                     | актёр (бекский сын)         |
| 1940 | док | Двадцатая весна               | режиссёр                    |
| 1941 | док | География Азербайджана        | режиссёр                    |
| 1942 | ф   | Советский богатырь            | режиссёр                    |
| 1943 | ф   | Одна семья                    | режиссёр                    |
| 1945 | док | Праздник Победы               | режиссёр                    |
| 1946 | док | Аппарат Топчибашева           | режиссёр                    |
| 1947 | док | Остров победителей            | режиссёр                    |
| 1948 | док | Советский Азербайджан         | режиссёр, сценарист         |
| 1949 | док | 25 лет без Ленина             | режиссёр, сценарист         |
| 1949 | док | Места Баку, где был Сталин    | режиссёр                    |
| 1949 | док | Великий полководец            | режиссёр                    |
| 1949 | док | Путём Ленина                  | режиссёр                    |
| 1950 | док | Источник здоровья             | режиссёр                    |
| 1950 | ф   | Огни Баку                     | актёр (английский офицер)   |
| 1951 | док | Азербайджанская маслина       | режиссёр                    |
| 1951 | док | Республиканский стадион       | режиссёр, сценарист         |
| 1952 | док | Песни труда и мира            | режиссёр                    |
| 1957 | ф   | Так рождается песня           | режиссёр, актёр (Бичерахов) |
| 1959 | док | Низами                        | режиссёр                    |
| 1974 | ф   | В Баку дуют ветры             | актёр (Гасанзаде)           |